# Brewcaria brocchinioides
Espèce
Classification phylogénétique
Synonymes
- Navia brocchinioides L.B.Sm.

Brewcaria brocchinioides est une espèce de plante de la famille des Bromeliaceae, endémique du Venezuela.

## Synonymes
- Navia brocchinioides L.B.Sm..

## Distribution
L'espèce est endémique de l'État d'Amazonas au Venezuela.